# Eleutherodactylus wightmanae
Espèce
Statut de conservation UICN

 EN A4ae; B1ab(v) : En danger
Eleutherodactylus wightmanae est une espèce d'amphibiens de la famille des Eleutherodactylidae.

## Répartition
Cette espèce est endémique de Porto Rico. Elle se rencontre de 150 à 1 189 m d'altitude.

## Description
Les mâles mesurent jusqu'à 19 mm et les femelles jusqu'à 22,5 mm.

## Étymologie
Cette espèce est nommée en l'honneur de Margaret Wightman Schmidt, l'épouse de Karl Patterson Schmidt.

## Publication originale
- Schmidt, 1920 : Contributions to the Herpetology of Porto Rico. Annals of the New York Academy of Sciences, vol. 28, p. 167-200 (texte intégral).